# Muwa-Walwi
Muwa-Walwi (... – 1322 a.C. circa) è stato un re dello stato Arzawa noto come Terra del fiume Seha, vassallo Ittita, nel XIV secolo a.C..
Le notizie che abbiamo di questo sovrano anatolico ci giungono tutte dagli archivi Ittiti; quando il sovrano Šuppiluliuma I attorno alla metà del XIV secolo a.C. conquistò nuovamente le terre degli Arzawa (corrispondenti alla zona occidentale dell'Asia Minore)  effettuò verosimilmente una suddivisione territoriale dell'area in vari stati, uno dei quali è ricordato negli annali Ittiti come Terra del fiume Seha; esso occupava all'incirca l'area che fronteggia l'isola di Lesbo.
Gli studiosi ritengono che il re ittita Suppiluliuma sul trono di Seha appuntasse come sovrano, il primo della storia di questo regno, un tale Muwa-Walwi (incoronazione: 1345-1340 ca.), del cui lignaggio non abbiamo notizie, né di particolari imprese o rivolte avvenute nei territori durante il suo regno, tanto che anche i sovrani Ittiti seguenti lo ricorderanno come un suddito fedele.
Prima di morire (1322 a.C. ca) Muwa-Walwi designò per ragioni a noi ignote il figlio minore Manhapa-Tarhunta come erede, scatenando la rabbia dei due maggiori che infatti tentarono di ucciderlo; questi comunque riuscì a fuggire e con l'aiuto degli Ittiti a riappropriarsi del trono in capo a pochi mesi, in danno del fratello Urha-Tarhunta che lo aveva usurpato.
Quando alla fine del XIII secolo (1235 ca) il re ittita Tudhaliya IV scaccerà un tale Tarhuna-Radu che aveva usurpato il trono di Terra del fiume Seha, inciderà negli archivi di aver "...ripristinato sul trono la discendenza di Muwa-Walwi...", ad ulteriore conferma del buon nome che questi aveva mantenuto e del fatto che, con ogni probabilità, fosse stato effettivamente il primo re della Terra del fiume Seha.